# Turistická značená trasa 3008
Turistická značená trasa 3008 je zeleně vyznačená 6 kilometrů dlouhá pěší trasa Klubu českých turistů vedená z Čimic přes Dolní Chabry a Přemyšlení do Klecan.

## Popis trasy
Trasa vychází od konečné MHD v Čimicích směrem na severovýchod. Dojde do Dolních Chaber na konečnou MHD, za ní projde kolem rybníka a hřbitova s kaplí a cestou mezi poli dojde do obce Přemyšlení. Na rozcestí pokračuje severně ulicí mezi zámkem a rybníkem. V Klecanech u hřbitova se sejde s naučnou stezkou Klecany a stočí se západně k zámku. Od zámku se vydá jihozápadně mezi vilky a projde mezi nimi až ke Klecanskému háji. Hájem spolu s naučnou stezkou sestoupá do údolí k Vltavě, kde na konečné MHD končí.
| Km  | Místo          | Navazující a křižující trasy | Nadm. výška |
| --- | -------------- | ---------------------------- | ----------- |
| 0   | Čimice (bus)   | 1101, 6020                   | 301 m       |
| 1   | Dolní Chabry   |                              | 250 m       |
| 3   | Přemyšlení     | 6008                         |             |
| 5   | Klecany zámek  |                              |             |
| 5,5 | Klecany        |                              | 258 m       |
| 6   | Klecánky (bus) | 0005                         | 175 m       |

## Zajímavá místa
- zámek Přemyšlení
- zámek Klecany
- Národní ústav duševního zdraví
- Pravý Hradec - hradiště
- Dolní Povltaví
- Zdymadlo Klecany

## Veřejná doprava
Cesta začíná u konečné zastávky MHD Sídliště Čimice, vede kolem konečné MHD Dolní Chabry, Zdiby (Přemyšlení, V Remízkách), Klecany (U hřbitova), Klecany (U kostela) a konečné MHD Klecany (Klecánky).